# Andrée Gadat
Andrée Gadat (ou Andrée Calba, née le 28 février 1913 à Besançon et morte le 3 septembre 1944 à Merviller) est une institutrice et résistante des Forces françaises de l'intérieur (FFI). Arrêtée par le Sicherheitsdienst, elle est fusillée.

## Biographie
Andrée Louise Clémence Calba est née le 28 février 1913 à  Besançon Son père est Paul Calba (1885-1952), militaire à Vacqueville et sa mère Marie-Louise Roussel (1890-1978). Elle a un frère, René Calba (1914-1999), d'un an plus jeune,.
Elle fréquente l’école primaire supérieure de jeunes filles à Nancy, puis, à 16 ans, entre à l’École Normale d’institutrices de Nancy-Maxéville. Reçue major de sa promotion, elle en sort première de son année et devient institutrice.
Elle épouse Charles Gadat (1905-1989), militaire de carrière, le 4 août 1934 à Leintrey. Le couple a trois enfants : Jean-Marie, Claudette et François.
Alors que Charles Gadat, officier, est fait prisonnier de guerre fin mai 1940 et interné à l’Oflag IV.D de Hoyerswerda, au nord-est de Dresde, puis évacué en1945 à la forteresse de Königstein.
Andrée, alors institutrice à Neufmaisons, s'engage dans la Résistance en 1942 ou 1943. Elle fréquente l'église de Domèvre sur Vezouse où officie le Père Henri Stutzmann, qui est aussi un des chefs de la Résistance dans l’est du Lunévillois. Paris est libéré le 25 août 1944 et la Lorraine attend l'arrivée des troupes aliiées.
Toutes les équipes-radio clandestines du BCRA de la Région C (qui couvre huit départements d’un grand nord-est, dont l’Alsace-Lorraine) ont été anéanties et les opérateurs capturés. Dans le nord-est du pays, il ne reste qu’une équipe-radio clandestine du Groupe Mobile d'Alsace-Lorraine, Bataclan noir, qui continue d’émettre. Elle est hébergée dans le logement de fonction d'Andrée Gadat. À côté il y a un instituteur nouvellement affecté, Roger Deschamps et son jeune frère de 18 ans qu'il héberge, Guy.
En août 1944, sous la pression de la situation militaire, la radio émet à deux reprises du même endroit. C'est une imprudence mais « vu la pénurie de matériel et le manque d’asiles de nuit, étant donné qu’il ne devait y avoir que peu de travail le lendemain, décision a été prise de rester sur place ». Jean-Michel Rémy, le chef opérateur, demande à Andrée Gadat de ne pas rester dans l’école, en raison des risques accrus. Elle refuse, ne voulant pas abandonner son jeune collègue et son frère, ses amies et les opérateurs-radio,,.
Le dimanche 27 août 1944, le Sicherheitsdienst (services de surveillance allemand, SD), repère le lieu d’émission, investit le village et encercle l'école. Le matériel radio est découvert. Jean-Michel Rémy, qui reconnaît être le chef, est torturé durant deux heures devant ses camarades. Eux-mêmes sont ensuite soumis à un simulacre d'exécution.
Toutes les personnes présentes sont conduites au siège de la Gestapo à Baccarat et conduites à Nancy pour interrogatoire. Immédiatement, les soldats allemands incendient l’école,.
Elle retrouve, en détention Thérèse Stutzmann, la sœur de l'abbé Stutzmann et résistante elle aussi. D'après un message d'Andrée Gadat passé à sa mère, les deux femmes pensent qu'elles vont être déportées. Mais la situation militaire devient critique en Lorraine pour l’occupant et, plutôt que de déporter les résistants capturés, le Sicherheitsdienst décide de les passer par les armes.
Les frères Roger et Guy Deschamps sont fusillés, avec sept autres résistants, le 1er septembre 1944 à Merviller, dans la forêt de Grammont.
Le 3 septembre 1944, Andrée Gadat est fusillée avec Thérèse Stutzmann à Merviller à quelque deux cents mètres de là. Ses enfants ont à ce moment-là cinq, sept et neuf ans.
Leurs corps ne sont découverts que le 11 novembre 1944, soixante-dix jours après leur exécution, par un soldat américain. Andrée Gadat portait des vêtements qui n’étaient pas les siens. On a pu l’identifier grâce à son livre de prières qui ne l'avait pas quittée. Elle est inhumée provisoirement à Baccarat, ses obsèques solennelles ont lieu le 11 avril 1945 dans l'église de Vacqueville où l'homélie est prononcée par l'abbé Stutzmann. Les enfants des écoles du secteur de Baccarat, et les résistants de toute la contrée rendent les honneurs dans les deux communes en présence des représentants de la Gendarmerie, de l’Armée et d’une délégation de l’Union des Femmes Françaises.

## Hommages posthumes
Andrée Gadat est reconnue Mort pour la France et homologuée FFI au titre du Groupe mobile d'Alsace,
Son nom est gravé sur 
- la stèle des fusillée à Merviller « Ici ont été fusillés par la Gestapo le 3 septembre 1944 Mme Andrée Gadat, Mme Thérèse Stutzmann »[7]
- Le monument aux morts de Neufmaisons[9]
- une plaque commémorative à Neufmaisons[10]
- le monument aux morts du cimetière de Vacqueville[11]

La promotion 1947-1951 de l’École Normale d’institutrices de Nancy porte son nom : Promotion Andrée Calba.